# Asesinatos de Ipswich

Lugar de los crímenes.

Los Asesinatos de Ipswich tuvieron lugar durante diciembre de 2006 cuando los cuerpos sin vida de cinco mujeres, todas prostitutas fueron hallados en las cercanías de Ipswich, en Suffolk, Inglaterra. Un conductor de carretillas, llamado Steven Gerald James Wright, de 48 años, fue arrestado en sospecha de asesinato el jueves 19 de diciembre de 2006 y acusado del asesinato de cinco mujeres el martes 21 de diciembre de 2006. El juicio comenzó el 14 de enero de 2008. Wright compareció y fue declarado culpable de los asesinatos siendo condenado a cadena perpetua.

## Víctimas confirmadas
El cuerpo de una joven mujer fue encontrado en el agua del arroyo Belstead, en Thorpe's Hill cerca de Hintlesham por un hombre el 2 de diciembre de 2006 y fue identificada como Gemma Adams de 25 años., la cual no había sido violada. Seis días después, el 8 de diciembre, el cuerpo de Tania Nicol de 19 años, amiga de Adams y quien estaba siendo buscada desde el 30 de octubre fue encontrado en las aguas del Copdock Mill, en las afueras de Ipswich. Tampoco hubo evidencia de un asalto sexual en ella.
El 10 de diciembre, el cuerpo de una tercera víctima fue encontrado por una persona en un área de bosques en la autopista A14 cerca de Nacton y luego identificada como Anneli Alderton de 24 años. Según la policía, había sido asfixiada y que además, que estaba embarazada de unos tres meses al momento de ser asesinada.
El 12 de diciembre la policía de Suffolk anunció que el cuerpo de dos mujeres más, habían sido descubiertos. El 14 de diciembre la policía identifica a uno de los cuerpos, como el de Paula Clennell de 24 años. Clennell había desaparecido el 10 de diciembre y había sido vista por última vez en Ipswich. y de acuerdo con la policía, había muerto por "compresión de su garganta". El 15 de diciembre, la policía confirmó que el otro cuerpo hallado era el de Annette Nicholls de 29 años quien había desaparecido el 5 de diciembre. Los cuerpos de Clennell y de Nicholls fueron encontrados en Nacton cerca de Levington.

## Detalles de las víctimas
- Gemma Adams, de 25 años había nacido en Kesgrave y vivía en Ipswich cuando desapareció el 15 de noviembre. El 2 de diciembre su cuerpo fue hallado desnudo, aunque no tenía señales de haber sido abusada sexualmente.

- Tania Nicol de 19 años era de Ipswich y había desaparecido el 30 de octubre pero reportada como desaparecida el 1 de noviembre. Nicol fue encontrada muerta el 8 de diciembre cerca de Copdock Mill en un río. Tampoco hubo evidencia de que haya sido abusada sexualmente.

- Annette Nicholls de 29 años y madre, de Ipswich desapareció el 5 de diciembre. El cuerpo de Nicholls fue encontrado el 12 de diciembre cerca de Levington, desnuda pero sin signos de haber sido abusada sexualmente.

- Anneli Alderton de 24 años, y quien estaba embarazada de tres meses cuando fue asesinada había vivido temporalmente en Colchester, Essex. Alderton desapareció el 3 de diciembre y fue vista por última vez en un tren que iba desde Harwich a Manningtree. Alderton bajó del tren en Manningtree a las 18:15 antes de ir a Ipswich por otro tren al que arribó a las 18:43. El cuerpo de Alderton fue encontrado el 10 de diciembre cerca de Nacton en un bosque en frente a la escuela Amberfield. Alderton había sido asfixiada, y fue encontrada desnuda pero sin signos de haber sido abusada sexualmente.

- Paula Clennell de 24 años y madre de tres chicos, nacida en Newcastle y viviendo en Ipswich desaparecida el 10 de diciembre en Ipswich. El cuerpo de Clennell fue encontrado el 12 de diciembre cerca de Levington el mismo día que fue encontrado el cuerpo de Nicholls. Clennell fue encontrada desnuda pero no abusada sexualmente. Luego, su autopsia revelaría que Clennell había sido asesinada por comprensión de su garganta.

## La policía arresta a sospechosos
El 18 de diciembre, la policía informa que había arrestado a un hombre 37 años en sospecha por el asesinato de las cinco mujeres. El hombre fue arrestado en una casa en Trimley St. Martin cerca de Felixtowe, en Suffolk. El 19 de diciembre la policía arresta a otro sospechoso, de 48 años en una residencia de Ipswich, como sospechoso de las cinco muertes.
El 20 de diciembre, la policía recibe un permiso para interrogar al segundo detenido por 36 horas más. El 21 de diciembre el fiscal Michael Crimp anuncia que el segundo sospechoso, identificado como Steven Wright había sido acusado de los cinco asesinatos. Así, se liberó al primer sospechoso había sido liberado bajo un permiso especial. Ese condicionamiento de libertad fue cancelado el 6 de junio de 2007, dejando así sin cargo y culpa al primer sospechoso de 37 años, Tom Stephens.

## Comparecencias en el juicio
El 22 de diciembre, Steven Wright compareció ante los jueces encargados del caso en Ipswich y se ordenó que permanezca en prisión, por seguridad. El 2 de enero de 2007 compareció de nuevo ante la corte y se ordenó que permanezca en prisión hasta la nueva comparecencia el 1 de mayo.
Finalmente, el 1 de mayo se oficializó el juicio contra él. El juez ordenó que comenzaría en enero de 2008 mientras Steven Wright se declaraba inocente ante las palabras del magistrado. El 14 de enero compareció, el 20 de febrero fue encontrado culpable del asesinato de cinco prostitutas, y el 22 se le condenó a cadena perpetua.